# 坎凡
坎凡（法語：Cunfin，法語發音：[kœ̃fɛ̃]）是法国奥布省的一个市镇，位于该省东南部，属于特鲁瓦区。

## 地理
坎凡（48°2'29"N, 4°40'5"E）面积33.12 平方千米，位于法国大東部大區奥布省，该省份为法国中北部省份，北起马恩省，西接塞纳-马恩省，西南至约讷省，东南至科多尔省，东临上马恩省。
与坎凡接壤的市镇（或旧市镇、城区）包括：丰泰特、乌尔斯河畔韦皮利耶尔、欧特里库尔、乌尔斯河畔格朗塞、里耶勒莱索、奥布河畔朗蒂、阿祖瓦地区维拉尔。

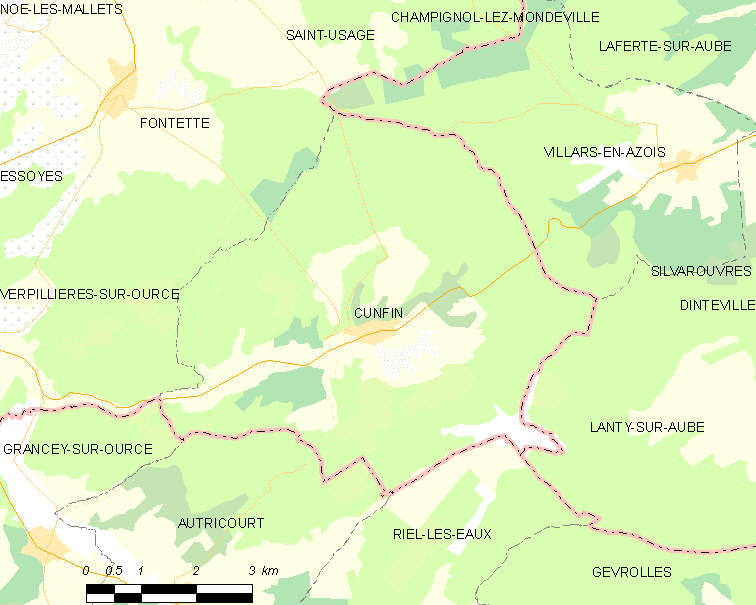
坎凡的OSM定位图

坎凡的时区为UTC+01:00、UTC+02:00（夏令时）。

## 行政
坎凡的邮政编码为10360，INSEE市镇编码为10119。

## 政治
坎凡所属的省级选区为塞纳河畔巴尔县。

## 人口

1962-2008年间坎凡人口变化图示

坎凡于2022年1月1日时的人口数量为167人。